# Soft as a Dove
A Soft As A Dove a Yes Magnification című albumának hatodik száma, melyet Jon Anderson, Chris Squire, Alan White, Steve Howe és a lemezen szereplő szimfonikus zenekar karmestere, Larry Groupé írt.
Ez a dal egy nagyszerű akusztikus alkotás, mely a hárfa és a fuvola miatt kelta népzene hatását kelti, még Anderson Song of Seven című szólóalbumának számai közé is beillene.
Érdekes, hogy a Magnification turnéján készített Symphonic Live címmel kiadott DVD-n nem szerepel.

## Közreműködő zenészek
- Jon Anderson – ének
- Chris Squire – basszusgitár, ének
- Steve Howe – gitár
- Alan White – dob

egy szimfonikus zenekarral együtt.

## Egyéb kiadványokon
- Essentially Yes (az egész Magnification hallható rajta)

## Külső hivatkozások
- Dalszöveg